# Rudi Fink
Pour les articles homonymes, voir Fink.
Rudi Fink est un boxeur allemand né le 6 juin 1958 à Cottbus.

## Carrière
Il devient champion olympique des poids plumes aux Jeux de Moscou en 1980 après sa victoire en finale contre le Cubain Adolfo Horta.

## Parcours auxJeux olympiques
Jeux olympiques d'été de 1980 à Moscou (poids plumes) :
- Bat Hannu Kaislama (Finlande) aux points 5 à 0
- Bat Esmail Mohamad (Afghanistan) par KO au 1er round
- Bat Carlos Gonzalez (Mexique) par KO au 2e round
- Bat Wilfred Kabunda (Zambie) aux points 4 à 1
- Bat Viktor Rybakov (URSS) aux points 4 à 1
- Bat Adolfo Horta (Cuba) aux points 4 à 1